# Флавия Домицилла Старшая
Флавия Домицилла Старшая (лат. Flavia Domitilla Major) — жена римского императора Веспасиана.
Флавия Домицилла Старшая была дочерью Флавия Либерала, занимавшего скромную должность писца при квесторе. Флавий Либерал происходил из среднеиталийского города Ферентиум (ныне Ференто). По Светонию Флавия Домицилла Старшая имела только латинское гражданство, но потом судом была объявлена свободнорожденной и римской гражданкой по ходатайству её отца.
Веспасиан женился на Домицилле после 30 года. У них в браке родилось трое детей: Тит, Домициан и Флавия Домицилла Младшая. Флавия Домицилла Старшая умерла до 69 года — точная дата её смерти неизвестна.
После её смерти Веспасиан жил с вольноотпущенницей Антонией Ценис.